# 덕화리 제2호분
덕화리 제2호분(-里第二號墳)은 남포시 강서구역의 고구려 고분이다.

## 구조
덕화리 제2호분은 제1호분에서부터 동쪽으로 약 3m 떨어져 있으며, 그 봉토가 동서로 23m, 남북으로 26m, 높이 4.1m의 크기를 가진 것으로 도굴당하였으며, 심하게 파괴되었다.
봉토는 역시 남쪽에 약간 모가 난 흔적이 있는 것으로 보아 본래 방대형이었으리라 짐작된다. 연도가 달린 단실분이며, 방향은 서쪽으로 치우친 남향이다. 연도는 벽과 천장을 모두 다듬은 화강석 판돌로 쌓았고 천장은 평천장이다. 연도 입구에서 후실 쪽으로 약 1.4m 들어가서 돌문이 있으며, 그것은 화강석으로 잘 다듬어 만든 외닫이문이다. 후실 문설주에는 나무문을 달았던 문틀자리가 남아 있다.후실은 정방형이며, 제1호분과 같이 네 벽이 완만한 안기울임을 이루고 밖으로 약간 휘었다.
천장은 네 벽 위에 4각고임 한 단을 쌓고, 네 모서리 위에 판석을 건너놓은 다음 그 위에 정8각평행고임 다섯 단을 올렸으며, 천개석을 덮었다. 천장을 좁힌 방법은 제1호분과 같으며, 매개고입 역시 직선으로 하지 않고 약간 호선을 이루어 보기 좋게 처리하였다. 석회로 만든 2개의 관대가 있었는데 지금은 남쪽 모서리가 약간 남아 있을 뿐이다. 고분 축조자들은 정8각고임을 만들기 위해 우선 묘실 네 벽이 끝난 위에 정4각고임을 만들고, 그 위에 정8각평행고임을 만들었는데, 높은 수학 및 역학 지식에 기초하였다고 평가된다.

## 벽화
벽화의 주제는 인물풍속도와 사신도인데 모두 심하게 손상되었다. 북벽과 서벽 사이의 모서리에 일부 남아 있는 기둥은 굵은 먹선으로 기둥의 윤곽선을 그리고, 그 안에 붉은 바탕에 역시 먹선으로 구름무늬를 가득 그려 놓았다.